# Sky Shark
Sky Shark is een computerspel uit 1987. Het spel werd ontwikkeld door Toaplan en uitgegeven door Firebird Software. Het spel is een schietspel waarbij het speelveld van bovenaf wordt getoond. De speler speelt de "Sky Shark" van het squadron en begint het spel met vier levens en drie bommen. Het spel kan met twee spelers gespeeld worden en telt drie moeilijkheidsgraden.

## Platforms
| Jaar | Platform                                       |
| ---- | ---------------------------------------------- |
| 1987 | Amstrad CPC, Arcade, Commodore 64, ZX Spectrum |
| 1988 | Amiga, Atari ST                                |
| 1989 | DOS, NES                                       |
| 1991 | Sharp X68000                                   |
| 1993 | FM Towns                                       |

## Ontvangst
| Beoordeeld door                       | Platform     | Datum           | Score |
| ------------------------------------- | ------------ | --------------- | ----- |
| ACE (Advanced Computer Entertainment) | Amiga        | april 1989      | 90%   |
| ACE (Advanced Computer Entertainment) | ZX Spectrum  | februari 1988   | 89%   |
| The One                               | Atari ST     | december 1988   | 76%   |
| Computer and Video Games (CVG)        | Atari ST     | januari 1989    | 75%   |
| Datormagazin                          | Commodore 64 | februari 1988   | 74%   |
| The Games Machine (GB)                | Commodore 64 | februari 1988   | 74%   |
| The Games Machine (GB)                | Amiga        | april 1989      | 72%   |
| Nintendo Power Magazine               | NES          | september 1989  | 70%   |
| Zzap!                                 | Amiga        | april 1989      | 68%   |
| Retrogaming History                   | Atari ST     | 1 december 2010 | 50%   |